# カラーラッシュ
『カラーラッシュ』（英: Color Rush、朝: 컬러 러쉬）は、ユ・ジュンとホ・ヒョンジュンが主演の韓国のミステリーロマンスWebシリーズである。原作は同名のボーイズラブ小説で、灰色の世界しか見ることができないユ演じるヨンウと、ヨンウが突然色が見えるようになる「カラーラッシュ」を経験するホ演じるユ・ハンの物語。韓国ではSeezn、Wavve、ネイバー、KTスカイライフで、世界ではViki、Viu、LINE TVで2020年12月30日に初放送され、2021年1月21日に終了した。毎週水曜日と木曜日の18時（KST）に放送された。

## あらすじ
ヨンウは、神経性の盲目により、灰色の光でしか世界を見ることができない。しかし、運命の恋人であるユハンと出会ったヨンウは、激しい体験をすることで突然色が見えるようになる「カラーラッシュ」という現象を経験する。
一方、叔母のイーランは数年前に行方不明になった妹を探していた。叔母の旅に同行したヨンウは、ユハンに助けを求め、一緒に母を探すことになる。彼女の失踪にまつわる謎を探っていくと、思いがけないストーリーが展開していく。

## キャスト
- チェ・ヨンウ - ユ・ジュン
- コ･ユハン - ホ・ヒョンジュン
- ユ・イラン - ヨン・ミンジ
- カン・ミンジェ - ミン・ヒョギ
- チョン・ジュヘン - ペク・ソフ

## 関連商品
サウンドトラック

シリーズのサウンドトラックが2021年1月8日に発売された。
| #         | タイトル                  | 作詞                                        | 作曲                                    | アーティスト                     | 時間  |
| --------- | ------------------------- | ------------------------------------------- | --------------------------------------- | -------------------------------- | ----- |
| 1.        | 「Color Rush」            | キム・ウック、ティム・H・リー、ウ・ドンフン | キム・ウック、ティム・H・リー、スーザン | リュ・スジョン（LOVELYZ）        | 3:28  |
| 2.        | 「I'll Find You」         | チェ・ハンソル、キム・ウック                | チェ・ハンソル、キム・ウック            | クォン・スンイル（URBAN ZAKAPA） | 4:15  |
| 3.        | 「Color Rush (Inst.)」    |                                             | キム・ウック、ティム・H・リー、スーザン |                                  | 3:28  |
| 4.        | 「I'll Find You (Inst.)」 |                                             | チェ・ハンソル、キム・ウック            |                                  | 4:15  |
| 合計時間: | 合計時間:                 | 合計時間:                                   | 合計時間:                               | 合計時間:                        | 15:26 |